# 進行方向
進行方向（しんこうほうこう）とは、その物体の動いていく方向である。

## 鉄道における進行方向
- 日本の鉄道は常に左側通行であるため、殆どの場合起点駅と終着駅で進行方向が変わる。進行方向を容易に変更できないことが、テンダ式蒸気機関車の欠点のひとつであった。
- 列車が駅に着くときのアナウンスで、出口（降車可能なプラットホーム）を左側または右側と案内するときに基準とする向きであり、車掌等によっては「進行方向（に向かって）左側」等と注釈を入れることもある。
- 起点駅・終着駅以外では、スイッチバックを行う時に進行方向が変わる。
- 環状運転を行う路線や起点駅・終着駅がループ線となっている路線では進行方向が変わらないときがある。